# Georges-Alexandre Sarrejani
Georges-Alexandre Sarrejani dit Sarret, né le 23 septembre 1878 à Trieste et mort le 10 avril 1934 à Aix-en-Provence, est un avocat d'affaires, devenu escroc et assassin. Il est le dernier guillotiné à Aix-en-Provence.

## Biographie
Georges-Alexandre Sarrejani naît le 23 septembre 1878 à Trieste, en Autriche-Hongrie.
Il immigre en France, durant les années 1890, au cours de son adolescence. Il fait de brillantes études de droit et devient l’un des avocats d’affaires les plus en vue de Marseille.
En 1903, il obtient la nationalité française et modifie son nom de famille en Sarret ; un nom qui lui vaut d'être indifféremment appelé Georges Sarret ou Alexandre Sarret.
Ayant installé son cabinet au 45, rue de La Palud à Marseille, il vit avec son épouse et ses enfants dans un riche appartement non loin de là. Mais ce ne sont que des apparences d’honorabilité : Me Sarret mène une vie très dissolue, faite de jeux, d’alcool, de fêtes et de femmes de passage.

### Escroquerie et meurtres
Dans les années 1920, il fait la connaissance de deux sœurs allemandes, culottières, Catherine et Philomène Schmidt. Il les séduit bien vite, et elles deviennent toutes deux ses maîtresses. Les amants ont pour habitude de se retrouver dans une villa de campagne que loue Sarret, baptisée L'Ermitage, à Saint-Marc-Jaumegarde.
Mais bientôt, la relation prend un tournant inquiétant. Habile escroc, Sarret décide de faire participer ses maîtresses à ses trafics à l’assurance-vie. Le plan n’est pas compliqué : d’abord, il leur fait épouser deux hommes à la santé plus que fragile. Ensuite, il engage un complice à la santé parfaite qui, habilement grimé, passe un examen médical impeccable en vue de souscrire une assurance-vie, au nom du mari impotent. Enfin, on attend le décès de l’époux, quitte à le précipiter un peu, avec du poison, du gaz, etc.
Tout se déroule bien lorsque, le 20 août 1925, Sarret abat au fusil de chasse un complice trop gourmand, l'abbé défroqué Louis Chambon-Duverger, et sa maîtresse, Noémie Ballandraux, dans la villa L'Ermitage. À la suite du double meurtre, Sarret achète cent litres de vitriol (c’est-à-dire d’acide sulfurique) qu’il verse dans une baignoire contenant déjà les deux corps. Au bout de trois jours de dissolution, lui et les sœurs Schmidt jettent la colle infecte et noirâtre dans l'herbe. Le crime reste inconnu pendant près de six ans.
Début 1930, les dépenses somptuaires du trio obligent Sarret à mettre sur pied une nouvelle escroquerie à l'assurance-vie, en faisant croire au décès de Catherine Schmidt, à laquelle ils comptent substituer le corps d'une tuberculeuse condamnée par ses médecins: Magali Herlin, que les sœurs Schmidt obtiennent d'emmener à L'Ermitage afin qu'elle finisse ses jours au grand air. Cependant la mourante reprend des forces, ce qui devient un obstacle pour le plan de Sarret et des sœurs Schmidt.
Le 29 mars 1930, Sarret, impatient de se débarrasser de l'« encombrante » malade lui fait boire une coupe de champagne empoisonnée. À la suite de ce nouveau meurtre, Catherine Schmidt va se réfugier à Nice, où elle passe presque un an en toute impunité. Cependant, Catherine y fait la connaissance d’un jeune homme dont elle tombe amoureuse et le suit à Marseille, sans réfléchir.
En mars 1931, un passant remarque dans la rue la prétendue morte, et décide d'avertir les autorités. L'enquête se tourne alors vers la sœur aînée de Catherine : Philomène Schmidt qui est arrêtée et mise en prison, si bien que sa sœur Catherine se rend au commissariat deux jours plus tard avant de la rejoindre également en prison. Les sœurs dénoncent Sarret.
Le 27 mars 1931, Alexandre Sarret est arrêté et également mis en prison. Lors de son interrogatoire, il avoue avoir tué l'abbé Chambon-Duverger, mais plaide l'homicide involontaire. Il nie cependant toute implication pour le meurtre de Magali Herlin. Sarret est également interrogé sur la mort des deux époux respectifs des sœurs Schmidt mais, l’homme est malin, il insiste sur le fait que ces derniers ait été enterrés dans une fosse commune ; ce qui signifie que les circonstances des meurtres présumés ne pourront être vérifiées.
En prison, avec tout son talent d'avocat-conseil, Sarret fait retarder le procès, en usant de toutes les erreurs de procédures et autres défauts. Sarret et les sœurs Schmidt passent alors deux ans et demi en prison avant que leur procès ne débute.

### Procès et exécution
Le 23 octobre 1933, le procès d'Alexandre Sarret et des soeurs Catherine et Philomène Schmidt débute devant la Cour d'assises des Bouches-du-Rhône. Le procès dure plusieurs jours avant que le verdict ne tombe contre les trois accusés.
Le 31 octobre 1933, aux assises des Bouches-du-Rhône, les jurés, impressionnés par l’affreuse méthode de dissimulation, font preuve de sévérité. Les sœurs Schmidt sont condamnées chacune à 10 ans de réclusion. Sarret, l’avocat-conseil, est condamné à mort.
Le 10 avril 1934, Georges-Alexandre Sarrejani est guillotiné en public à l’entrée de la prison d’Aix-en-Provence par le bourreau Anatole Deibler. Son exécution est la dernière exécution capitale qui ait lieu dans la ville.

### Filmographie
L’affaire Sarret fut contée par Solange Fasquelle dans le livre Le Trio infernal, lequel fut adapté au cinéma en 1974 sous le même titre par Francis Girod, avec Michel Piccoli dans le rôle de Sarret et Romy Schneider dans le rôle de Philomène Schmidt.

### Émission radiophonique
- "L'affaire Alexandre Sarret" dans le podcast Hondelatte Raconte sur Europe 1

### Documentaire télévisé
- « Un étrange trio ou l'affaire Sarret-Schmidt » le 3 septembre 1957 dans En votre âme et conscience sur RTF Télévision